# Ghilarza
Ghilarza település Olaszországban, Szardínia régióban, Oristano megyében. Lakosainak száma 4175 fő (2023. január 1.). Ghilarza Aidomaggiore, Bidonì, Boroneddu, Fordongianus, Norbello, Sedilo, Soddì, Tadasuni, Abbasanta, Ardauli, Paulilatino, Sorradile, Busachi és Ula Tirso községekkel határos.

## Népesség
A település lakossága az elmúlt években az alábbi módon változott:
| Lakosok száma | 4502 | 4452 | 4175 |
|               | 2017 | 2018 | 2023 |